# Rayhana
Rayhana Obermeyer, dite Rayhana, est née en 1963 à Alger, est une comédienne, auteure, dramaturge et metteuse-en-scène féministe franco-algérienne, résidant en France depuis 2000. 

## Biographie
Elle est la fille de Mansour, combattant FLN né dans les Aurès, et de Connie De Grooth, une infirmière hollandaise, militante de la cause algérienne. Élevée par la femme de Mansour, Zhara, elle n'apprend qu'à l'âge de 17 ans qui est sa véritable mère. Elle a un frère aîné, Fawzi, et une petite sœur née en 1981 qui porte le voile.
Dans sa jeunesse, au contact de professeurs venus d'URSS, elle lit Lénine et Marx et devient athée.
Mariée puis divorcée, elle quitte l'Algérie pour la France en l'an 2000 avec son fils. Elle épouse en secondes noces un alsacien, Bernard Obermeyer.
Le 12 janvier 2010, elle est aspergée d'essence et insultée par deux hommes en plein Paris. Bertrand Delanoë et Fadela Amara lui apportent leur soutien.

## Théâtre
- À mon âge je me cache encore pour fumer, 2009. En 2014 Rayhana a obtenu le prix Juergen Bansemer & Ute Nyssen ("Juergen Bansemer & Ute Nyssen Dramatiker Preis") pour cette pièce de théâtre, dont la version allemande a été créée au théâtre municipal d'Ingolstadt (Stadttheater Ingolstadt) en 2016.

## Cinéma
- 2017 : À mon âge je me cache encore pour fumer, film tiré de sa pièce, avec Hiam Abbass, Biyouna, Fadila Belkebla